# Jaya Prada
Jaya Prada, geboren als Lalitha Rani (Rajahmundry, 3 april 1962), is een voormalig Indiaas filmactrice en politica. Ze was eind jaren 70, 80 en begin jaren 90 een van de meest iconische, invloedrijkste en best betaalde actrices in zowel de Telugu als de Hindi filmindustrie. Jaya Prada is de ontvanger van drie Filmfare Awards South en speelde in velen Telugu en Hindi films, maar ook in verschillende Tamil, Malayalam, Kannada, Bengali en Marathi films. Ze verliet in 1994, op het hoogtepunt van haar carrière, de Indiase filmindustrie om haar carrière in de politiek op te bouwen. Ze werd lid van de Telugu Desam Party (TDP) en had van 1996 tot 2002 zitting in de Rajya Sabha. Van 2004 tot 2014 was ze parlementslid (MP) van Rampur. Ze sloot zich op 26 maart 2019 aan bij de Bharatiya Janata-partij.

## Filmografie
Enkele van haar populaire films zijn onder meer Anthuleni Katha (1976), Seeta Kalyanam (1976), Adavi Ramudu (1977), Yamagola (1977), Sanaadi Appanna (1977), Siri Siri Muvva (1978), Huliya Haalina Mevu (1979), Sargam (1979), Ooriki Monagadu (1981), Kaamchor (1982), Kaviratna Kalidasa (1983), Sagara Sangamam (1983), Tohfa (1984), Sharaabi (1984), Maqsad (1984), Sanjog (1985), Aakhree Raasta ( 1986), Simhasanam (1986), Sindoor (1987), Samsaram (1988), Elaan-E-Jung (1989), Aaj Ka Arjun (1990), Thanedaar (1990), Maa (1991), Habba (1999), Shabdavedhi (2000), Devadoothan (2000), Ee Bandhana (2007), Pranayam (2011) en Krantiveera Sangolli Rayanna (2012). Ze won de Filmfare Award voor Beste Actrice voor haar rol in Sagara Sangamam. Ze ontving ook een Filmfare Special Award voor haar rol in Siri Siri Muvva en Anthuleni Katha (1976).

## Prijzen en onderscheidingen
| Jaar | Werk     | Categorie                       | Taal  | Resultaat   |
| ---- | -------- | ------------------------------- | ----- | ----------- |
| 1979 | Sargam   | Filmfare Award for Best Actress | Hindi | Genomineerd |
| 1984 | Sharaabi | Filmfare Award for Best Actress | Hindi | Genomineerd |
| 1985 | Sanjog   | Filmfare Award for Best Actress | Hindi | Genomineerd |